# 桜井三木三
桜井 三木三（さくらい みきぞう）は、江戸時代幕末の武士・長州藩士。諱は知章。

## 来歴
いわゆる正義派・俗論派と呼ばれる派閥争いが長州藩内で発生した際、桜井は同士の冷泉五郎らとともに中立派の鎮静会に加わり、藩内争乱の調停を目指す。諸隊との調停のため、山口の諸隊屯所へ赴いて藩論の説明に心を砕くが、その帰途、俗論派に属する選鋒隊隊士によって襲撃され、同僚の冷泉や香川半助とともに殺害された。元治2年（1865年）のことだった。
明治44年（1911年）、正五位を追贈された。